# Mohamed Baouya
Mohamed Baouya, né le 30 août 1901 à Cherchell (Algérie) et décédé le 21 mai 1986 dans la même ville, est un homme politique français.